# Bowers Comedy Corporation
Bowers Comedy Corporation est une société de production cinématographique créée par Charles R. Bowers dans un premier temps sous l'appellation Whirlwind Comedies.

## Films produits par Bowers Comedy Corporation

### sous l'appellationWhirlwind Comedies
- 1926 Pour épater les poules (Egged On)
- 1926 Une invention moderne (He Done His Best)
- 1926 Le Roi du charleston (Fatal Footsteps)
- 1926 Non tu exagères ! (Now You Tell One)
- 1927 Bricolo inventeur (Many a Slip)
- 1927 Enough Is Plenty
- 1927 Gone Again
- 1927 Why Squirrels Leave Home
- 1927 He Couldn't Help It
- 1927 The Vanishing Villain
- 1927 Steamed Up
- 1927 Nothing Doing
- 1927 A Wild Roomer

### sous l'appellationBowers Comedy Corporation
- 1928 There It Is[1]
- 1928 Say Ah-h!
- 1928 Whoozit
- 1928 You'll Be Sorry
- 1928 Hop Off
- 1928 Goofy Birds
- 1930 It's a Bird